# 卡米爾·格羅西茨基
卡米爾·帕维乌·格羅西茨基（波蘭語：Kamil Paweł Grosicki，發音：[ˈkamil ɡrɔˈɕit͡skʲi] ⓘ；1988年6月8日—），是一名波蘭足球運動員。現效力于波甲球隊沙斯辛。他也代表波蘭國家足球隊參加足球賽事。

## 外部連結
- 卡米爾·格羅西茨基 （页面存档备份，存于） (90minut.pl)
- Soccerway資料庫：卡米爾·格羅西茨基